# Antonio Cocchi
Antonio Cocchi (Benevento, 3 de Agosto de 1695 – Florença, 1 de Janeiro de 1758) foi médico, naturalista e escritor italiano. 

## Biografia
Antonio Cocchi nasceu em Benevento, filho de Giacinto Cocchi, um toscano de Borgo San Lorenzo, e Beatrice Bianco, da Campânia em Baselice, já que seu pai Giacinto, natural de Mugello, estava em Benevento onde era agente dos Rinuccini marqueses de Florença. Antonio viveu a maior parte de sua vida no Borgo San Lorenzo, local de origem de sua família paterna e onde esta possuía inúmeras propriedades. Em 1713 estudou em Pisa e depois em Florença com os Padres Escolápios e posteriormente formou-se em medicina, seguindo a atividade de seu pai, na Universidade de Pisa.
Em 1736 foi nomeado leitor de Anatomia no Studio Fiorentino. Na medicina seguiu a linha traçada por Francesco Redi e Giovanni Alfonso Borelli. Ele apoiou a importância da anatomia para estudos médico-cirúrgicos. Ele também estudou as águas termais de Bagni di San Giuliano, sobre as quais escreveu um importante tratado. Ele também era um talentoso naturalista e, em 1734, reconstituiu a Sociedade Botânica de Florença com Pier Antonio Micheli. Em 12 de março de 1736, ele estava entre os personagens que tiveram a honra de transportar os ossos de Galileu Galilei para o novo túmulo erguido no Basílica de Santa Croce em Florença.
Durante alguns anos exerceu a medicina na Ilha de Elba, depois viajou muito pela Europa, nomeadamente França, Holanda e Inglaterra, onde teve a oportunidade de conhecer Isaac Newton, dedicando-se assim ao estudo da história médica, também traduzindo tratados clássicos gregos e latinos. A sua atividade de escritor concentrou-se no estudo de importantes obras literárias, publicando tratados e ensaios sobre as obras de Voltaire e John Milton e a tradução de obras de Xenofonte Efésios. Ele também traduziu vários escritos gregos que formaram a coleção de Graecorum chirurgici libri. Suas outras obras também incluem a Vita di Benvenuto Cellini e o tratado Del matrimonio.
Ele era um membro da Accademia della Crusca e um dos primeiros membros italianos da Maçonaria (ele foi iniciado como ele mesmo escreveu em seu diário manuscrito Efemérides, em uma Loggia florentina em 4 de agosto de 1732 que realizou sua reuniões no palácio da família em Florença).
Homônimo do mais velho Antonio Celestino Cocchi di Fumone, as obras dos dois estudiosos foram muitas vezes confundidas entre si, mas o critério de distinção é representado pelo fato de que as obras de Cocchi "Mugellano", como ele gostava de se chamar, foram impressas em Florença por volta e depois de 1750, enquanto os dos fumoneses são quase todos publicados em Roma entre 1723 e 1746.

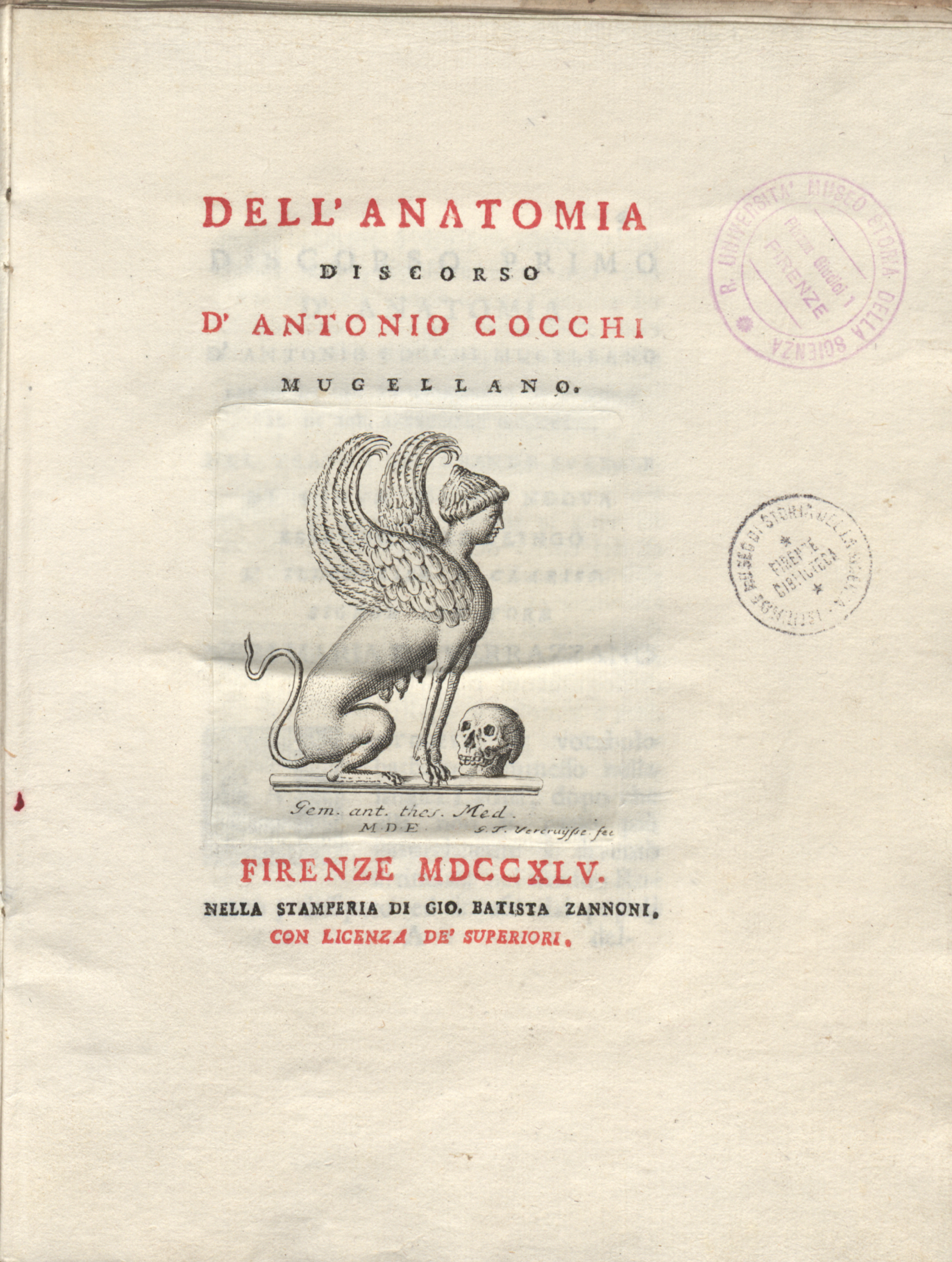
Dell'anatomia, 1745

## Publicações
- Antonio Cocchi: scritti scelti, Florença, Giunti, 1998
- Del matrimonio ragionamento di un filosofo mugellano, editor e data não informada
- Xenophontos ephesiou ton kata Anthian kai Habrokomen ephesiakon logoi pente. Xenophontis ephesii ephesiacorum libri 5 de amoribus Anthiae et Abrocomae. Nunc primum prodeunt e vetusto codice Bibliothecae Monachorum Cassinensium Florentiae, cun latina interpretatione Antonii Cocchii florentini, Londra, Gulielmi Bowyer, 1726
- Discorso primo di Antonio Cocchi sopra Asclepiade, Florença, Stamperia di Gaetano Albizzini, 1758
- Discorsi e lettere, Milano - Società tipogr. dos clássicos italianos, 1824
- Del matrimonio, Pisa, ETS, 1991
- Del vitto pitagorico per uso della medicina..., Florença, F. Moucke, 1743
- Del matrimonio ragionamento di un filosofo mugellano coll'aggiunta di una Lettera ad una sposa tradotta dall'inglese da una fanciulla Mugellana, Londra, 1762
- Scritti scelti, Florença, Giunti, 1998
- Lettera critica sopra un manoscritto in cera, Florença, Stamperia all'insegna d'Apollo, 1746
- Medicinae laudatio Pisis publice habita in celeberrimo Gymnasio A.D. 12. Kal. Apr. A.C. 1727, Lucca, typis Dominici Ciuffetti, 1727
- Elogio di Pietro Antonio Micheli botanico dell A.R. del Sereniss. Granduca di Toscana e fondatore della Societa botanica fiorentina Letto pubblicamente nella sala del Consiglio di Palazzo Vecchio il di 7 d'Agosto 1737. Da Antonio Cocchi..., Florença, Gio. Gaetano Tartini e Santi Franchi, 1737
- Dei vermi cucurbitini dell'uomo discorso d'Antonio Cocchi... Letto in Florença nell'anno 1734. In una Adunanza della Società Botanica, Pisa, Gio. Paolo Giovannelli e comp., 1758
- Dissertazione sopra l'uso esterno appresso gli antichi dell'acqua fredda sul corpo umano, editor e data não informada
- La tolleranza filosofica della malattie osservazioni mediche pratiche di Giuseppe Pasta con trentatré lettere inedite del celebre dottore Antonio Cocchi..., Bergamo, Stamperia Locatelli, 1788
- Sui consulti e sulle lettere di Antonio Cocchi ed altre scritture postume con sei consulti altri latini, altri francesi inediti dello stesso: lettera del professor Chiappa al Marchese Gian Giacomo Trivulzio, Milano, Pogliani, 1831
- Lectio de musculis, et motu musculorum habita in theatro anatomico archilycei romani ante excoriati cadaveris ostensionem ab Antonio Cocchio..., Editore e data assenti
- Dei discorsi toscani del dottore Antonio Cocchi medico ed antiquario cesareo..., 2 Vol., Florença, appresso Andrea Bonducci, 1761-1762
- Graecorum chirurgici libri Sorani vnus de fracturarum signis Oribasii duo de fractis et de luxatis e collectione Nicetae ab antiquissimo et optimo codice florentino descripti conversi atque editi ab Antonio Cocchio..., Florença, ex Typographia Imperiali, 1754
- De usu artis anatomicae oratio Antonii Cocchii medici et antiquarii caesaris editio secunda cui accedunt observationes ad lithotomiam attinentes aliaque chirurgiae monumenta auctore doctissimo viro Gulielmo Bromfeild in aula potentissimi anglorum regis chirurgo celeberrimo, Florença, Andream Bonduccium, 1761
- Dei Bagni di Pisa, Florença, Stamperia Imperiale, 1750
- Relazione dello Spedale di Santa Maria Nuova di Firenze, Florença, Le lettere, 2000
- Animadversio medico-practica de corporis exercitatione... Dominici Antonii de Bellis... Accedit Dissertatio de victu pythagorico celeberrimi Cocchii florentini italico sermone conscripta, Roma, Joannis Mariae Salvioni, 1754
- De lente crystalina oculi humani vera suffisionis sede epistola ad celeberrimum virum Jo. Baptistam Morgagnum Patavini lycei decus, Roma, Jo. Mariam Salvioni
- Dei discorsi toscani del dottore Antonio Cocchi medico ed antiquario cesareo dedicati a sua eccellenza la signora contessa D'Orford, 2 Vol., Florença, Andrea Bonducci, 1761-1762
- Discorso sopra la cioccolata, editado por Orsola Gori, Florença, Polistampa, 2005
- Discorsi di Antonio Cocchi, editado por Luca Capecchi, prefácio de Giovanni Spadolini, Florença, Antares, 1984.

## Arquivo pessoal
A Biblioteca Biomédica da Universidade de Florença preserva o fundo de arquivo Antonio Cocchi. composta por 149 unidades arquivísticas. Há, entre outros papéis, 103 cadernos de Ephemeris, o diário particular que Antonio Cocchi escreveu de maio de 1722 a dezembro de 1757 em várias línguas antigas e modernas.